# Clinocera empodiata
Clinocera empodiata är en tvåvingeart som beskrevs av Collin 1933. Clinocera empodiata ingår i släktet Clinocera och familjen dansflugor. Inga underarter finns listade i Catalogue of Life.